# Ghetto di Mantova
Il ghetto di Mantova era l'area urbana della città di Mantova destinata a contenere la comunità ebraica che in essa risiedeva. Fu istituito nel 1610 dal duca Vincenzo I Gonzaga ed effettivamente reso operativo dal figlio Francesco IV nel 1612. Le porte che segnavano la separazione furono abbattute il 21 gennaio 1798 durante il dominio francese.

## La storia
A Mantova, all'inizio del Seicento, si era creata una numerosa comunità ebraica (oltre 3.000 persone) a seguito di una politica di tolleranza religiosa perseguita dai Gonzaga. Di fatto l'istituzione del ghetto fu subita, non senza resistenze, dai Gonzaga in ossequio alle disposizioni di papa Paolo IV contenute nella bolla Cum nimis absurdum del 1555. Il 7% della popolazione cittadina, 408 famiglie, fu costretto a concentrarsi nelle allora contrade del  Cammello e del  Grifone rinchiusi da portoni che si aprivano all'alba e si chiudevano al tramonto. La  ghettizzazione coincise con l'inizio della decadenza della comunità ebraica mantovana parallelamente a quella della famiglia dominante dei Gonzaga. Conseguentemente al saccheggio della città dovuto ai lanzichenecchi nel 1630 e all'epidemia di peste che ne seguì la comunità si dimezzò e anche l'area del ghetto fu leggermente ridotta.
Sotto la dominazione austriaca cominciata nel 1708, iniziarono politiche più liberali. La fine del  ghetto infine, si ebbe con l'arrivo delle truppe napoleoniche nel 1798.

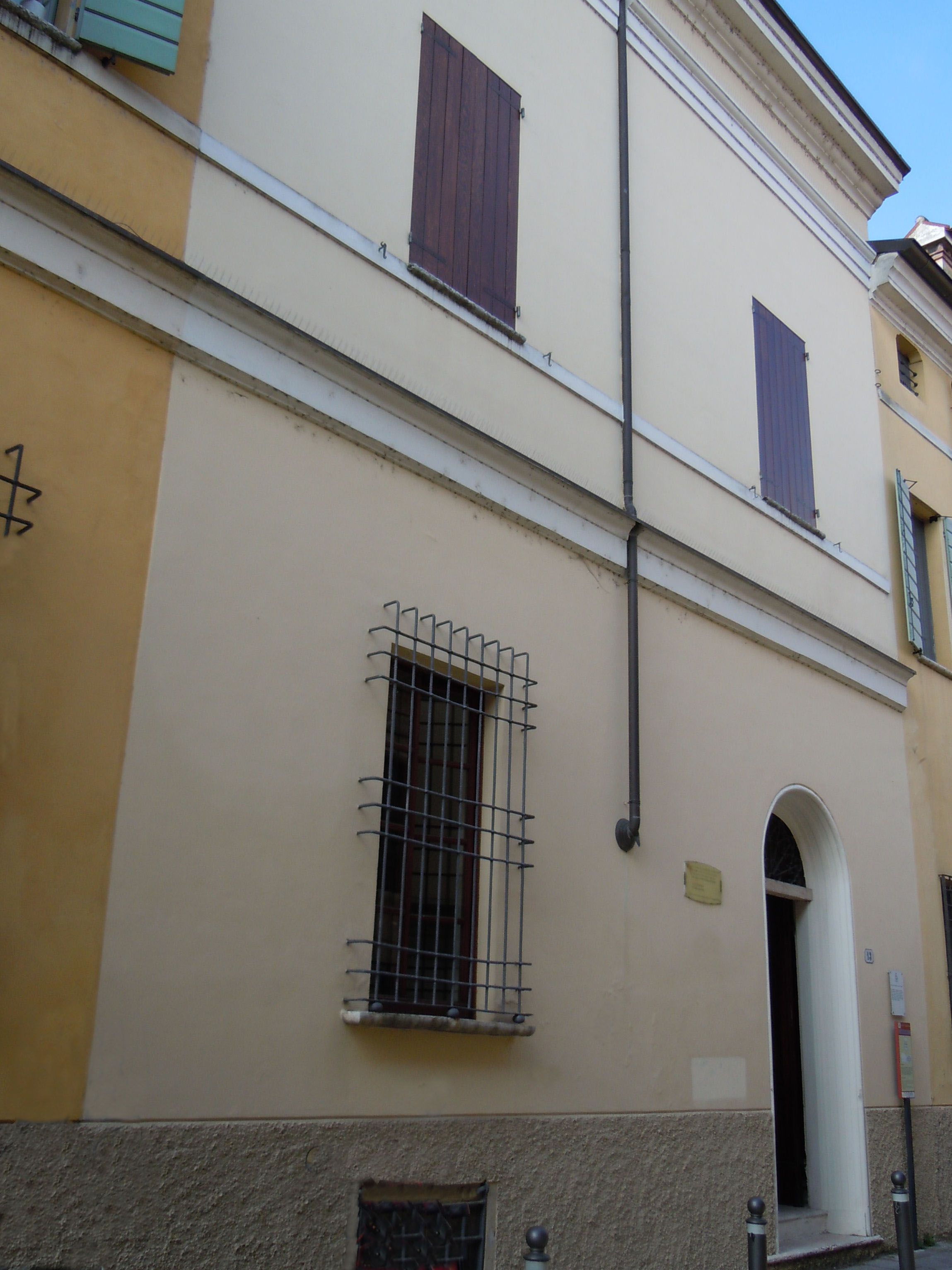
Sinagoga Norsa

Anche dopo la chiusura del ghetto molti ebrei rimasero a vivere nella zona. Nel 1904 tuttavia si compirono ampi lavori di sventramento del quartiere che ne hanno stravolto l'aspetto originario. È possibile in ogni caso ancora oggi riconoscere alcuni degli elementi fondamentali dell'antico ghetto di cui l'attuale via Giuseppe Bertani era la strada principale. Ancora visibili sono i luoghi dove sorgevano i quattro portoni principali del ghetto, che chiudevano via Giustiziati, piazza Concordia (già piazzetta dell'Aglio), via Spagnoli (già Contrada degli orefici ebrei) e via Bertani (già Contrada del Tubo). In via Bertani 54 sorge il palazzo del Rabbino, sulla cui facciata seicentesca sono apposte formelle con rappresentazioni delle città bibliche. Nulla rimane invece degli edifici dove sorgevano le sei sinagoghe del ghetto di Mantova; una sola di esse, la sinagoga Norsa Torrazzo, sopravvive ma solo perché fedelmente ricostruita agli inizi del Novecento in un altro edificio.